# Sultán Mahmud Mirza

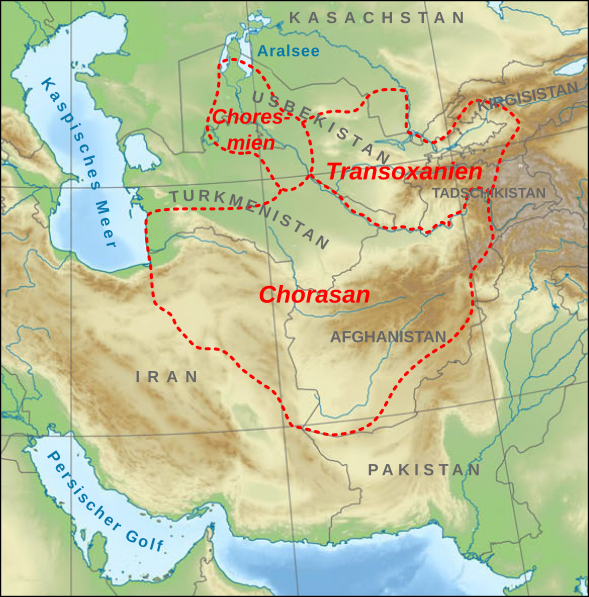
Mapa de localización de Transoxiana.

Sultán Mahmud Mirza (1453 - enero de 1495) fue un príncipe timúrida de la rama de Transoxiana, hijo de Abu Saïd.

## Biografía
Su padre le dio el gobierno de Hisar y de Termez en 1459 pero lo perdió ante el sultán Husayn Mirza contra el que, según Babur, libró dos grandes batallas: en Astarabad, donde fue derrotado y en Chikman (Sarai) cerca de Andikhud, igualmente derrotado, sobre 1465, volviendo a Herat. Su padre lo restauró en 1466. El padre hizo una expedición en Azerbaiyán en 1468, pero fue derrotado en invierno de 1468-1469 y hecho prisionero siendo ejecutado el 5 de febrero de 1469. Sultán Mahmud salió de su gobierno hacia Herat con el apoyo de Qambar Ali Beg, gobernador de Hisar, que había acompañado a Abu Saïd en Irak y había vuelto; Mahmud entró en esa ciudad con un ejército el 16 de marzo pero al acercarse el príncipe Husayn Baykara de otra rama de los timúridas, que contaba con la ayuda de los uzbecos, se tuvo que retirar y Baykara se proclamó sultán el 24 de marzo de 1469. Sultán Ahmad Mirza, que gobernaba en Samarcanda donde se había proclamado sultán y que era hermano (de padre y madre) del Sultán Mahmud, marchó desde su capital decidido a reconquistar Herat, pero tras una entrevista con su hermano Mahmud, que había llegado a Samarcanda, desistió. Entonces los emires Qambar Ali y Khusraw Shah, con consentimiento del sultán Ahmand Mirza, se lo llevaron hacia Hisar para gobernar allí y más adelante dominó los territorios al sur de Quhqa (Quhlugha) y las montañas Kohtin hasta la cordillera del Hindú Kush, incluyendo Termez, Caghaniyán, Hisán, Khuttalán, Kunduz y Badakhshán. 
En 1470, el sultán Mahmud Mirza, de Hisar, y Umar Shaykh Mirza, de Andijan (Fergana), se aliaron para atacar Samarcanda pero por mediación de un líder religioso se acordó la paz. En 1471 el hakim de Balj, Ahmad Mushtak (o Mushtaq), conocido como Khoja Ahrar, se sublevó y Mahmud Mirza le apoyó yendo a Balj en persona. Husayn Baykara asedió Balj cuatro meses.
En 1479, muerto su hermano Abu Bakr Mirza, cogió el control de Badakhxán, Kunduz, Khuttalán y Caghaniyan. A la muerte de su hermano el sultán Ahmad Mirza de Samarcanda a mediados de julio de 1494, con menos de dos de diferencia de la muerte de su otro hermano Umar Shaykh Mirza, de Andiján y el valle de Fergana (8 de junio de 1494), Mahmud Mirza se presentó en Samarcanda y se proclamó sultán. Fue reconocido bien porque no había hijos vivos de Ahmad Mirza bien porque estos eran demasiados jóvenes y gobernó durante unos seis meses, muriendo de enfermedad a continuación en enero de 1495 a los 43 años. Su hijo  Mirza Baysoonkar, ascendió al trono en Samarcanda. Los emires empezaron a disputar el poder por medio de los príncipes hijos de Umar Shaykh (entre los cuales el famoso Babur, fundador del Imperio Mogol) y los hijos de Mahmud Mirza.
Según Babur fue dos veces a Kafiristán, al sur del Badakhxán, e hizo la guerra santa y por eso fue llamado sultán Mahmud Ghazi.

## Familia
Consortes
Mahmud tuvo siete consortes:
- Khanzada Begum, hija de Mir Buzurg de Termez;
- Pasha Begum, hija de Ali Sher Beg, un emir de Kara Koyunlu, y widow de Muhammadi Mirza Aqqoyunlu;
- Khanzada Begum, nieta de Mir Buzurg, la hija de un hermano de Khanzada Begum;
- Sultan Nigar Khanum, hija de Yunus Khan;
- Zuhreh Begi Agha, una uzbeca, y Mahmud's principle concubina;
- Madre de Rajab Sultan Begum;
- Madre de  Mohib Sultan Begum;

Hijos
Tuvo cinco hijos:
- Sultan Masud Mirza (hijo de Khanzada Begum)
- Baysunghur Mirza (hijo de Pasha Begum);
- Sultan Ali Mirza (hijo de Zuhra Begi Agha);
- Husayn Mirza (fallecido a los trece años, hijo de la segunda Khanzada Begum);
- Sultan Ways Mirza conocido como Mirza Khan (hijo de Sultan Nigar Khanum);

Hijas
Tuvo once hijas:
- Khanzada Begum, casada primero con Mirza Abu Bakr Dughlat y luego con Sayyid Muhammad Mirza (hija de la segunda Khanzada Begum);
- Ak Begum (hija de la segunda Khanzada Begum);
- Ai Begum, married to Jahangir Mirza, brother of Babur (hija de la segunda Khanzada Begum);
- Bega Begum, married to Haider Mirza, son of Sultan Husayn Mirza Bayqara (hija de la segunda Khanzada Begum);
- Zainab Sultan Begum, married to Babur (hija de la segunda Khanzada Begum);
- A daughter, casada con Malik Muhammad Mirza, hijo de Manuchir Mirza hijo de Sultan Muhammad Mirza (hija de Pasha Begum);
- Makhdum Sultan Begum ((hija de Zuhra Begi Agha);
- Rajab Sultan Begum (hija de una concubina);
- Mohib Sultan Begum (hija de una concubina);
- dos hijas sin nombre de Pasha Begum;

## Ancestros
|  |                                       |  |  |  |  |  |  |  |  |  |  |  |  |  |  |  |
|  | 8. Miran Shah                         |  |  |  |  |  |  |  |  |  |  |  |  |  |  |  |
|  |                                       |  |  |  |  |  |  |  |  |  |  |  |  |  |  |  |
|  |                                       |  |  |  |  |  |  |  |  |  |  |  |  |  |  |  |
|  | 4. Muhammad Umar Mirza                |  |  |  |  |  |  |  |  |  |  |  |  |  |  |  |
|  |                                       |  |  |  |  |  |  |  |  |  |  |  |  |  |  |  |
|  |                                       |  |  |  |  |  |  |  |  |  |  |  |  |  |  |  |
|  | 9. Mihr Nush                          |  |  |  |  |  |  |  |  |  |  |  |  |  |  |  |
|  |                                       |  |  |  |  |  |  |  |  |  |  |  |  |  |  |  |
|  |                                       |  |  |  |  |  |  |  |  |  |  |  |  |  |  |  |
|  | 2. Sultán Abu-Saïd, dinastía Timúrida |  |  |  |  |  |  |  |  |  |  |  |  |  |  |  |
|  |                                       |  |  |  |  |  |  |  |  |  |  |  |  |  |  |  |
|  |                                       |  |  |  |  |  |  |  |  |  |  |  |  |  |  |  |
|  | 10. Suhrab Kurd                       |  |  |  |  |  |  |  |  |  |  |  |  |  |  |  |
|  |                                       |  |  |  |  |  |  |  |  |  |  |  |  |  |  |  |
|  |                                       |  |  |  |  |  |  |  |  |  |  |  |  |  |  |  |
|  | 5. Shah Islam                         |  |  |  |  |  |  |  |  |  |  |  |  |  |  |  |
|  |                                       |  |  |  |  |  |  |  |  |  |  |  |  |  |  |  |
|  |                                       |  |  |  |  |  |  |  |  |  |  |  |  |  |  |  |
|  | 1. Sultan Mahmud Mirza                |  |  |  |  |  |  |  |  |  |  |  |  |  |  |  |
|  |                                       |  |  |  |  |  |  |  |  |  |  |  |  |  |  |  |
|  |                                       |  |  |  |  |  |  |  |  |  |  |  |  |  |  |  |
|  | 12. Shankal Beg Tarkhan Arghun        |  |  |  |  |  |  |  |  |  |  |  |  |  |  |  |
|  |                                       |  |  |  |  |  |  |  |  |  |  |  |  |  |  |  |
|  |                                       |  |  |  |  |  |  |  |  |  |  |  |  |  |  |  |
|  | 6. Aurdu-bugha Tarkhan Arghun         |  |  |  |  |  |  |  |  |  |  |  |  |  |  |  |
|  |                                       |  |  |  |  |  |  |  |  |  |  |  |  |  |  |  |
|  |                                       |  |  |  |  |  |  |  |  |  |  |  |  |  |  |  |
|  | 3. Malika Sultan Begum                |  |  |  |  |  |  |  |  |  |  |  |  |  |  |  |
|  |                                       |  |  |  |  |  |  |  |  |  |  |  |  |  |  |  |
|  |                                       |  |  |  |  |  |  |  |  |  |  |  |  |  |  |  |